# Apiopetalum
Apiopetalum es un género de plantas con flores perteneciente a la familia  Apiaceae, que comprende 2 especies. Son pequeños árboles que alcanzan 6 m de altura. El género es endémico de Nueva Caledonia.

## Taxonomía
El género fue descrito por Henri Ernest Baillon y publicado en Adansonia 12: 133. 1878. La especie tipo no ha sido designada.	

## Especies
- Apiopetalum glabratum
- Apiopetalum velutinum